# فرانتیشک یونک
فرانتیشک یونک (چکی: František Junek؛ ۱۷ ژانویهٔ ۱۹۰۷ – ۱۹ مارس ۱۹۷۰) یک بازیکن فوتبال اهل جمهوری چک بود.

## باشگاهی
از باشگاه‌هایی که در آن بازی کرده‌است می‌توان به باشگاه فوتبال اسلاویا پراگ اشاره کرد.

## تیم ملی
وی سابقه ۳۲ بازی برای تیم ملی فوتبال چکسلواکی را در کارنامه دارد.